# Daphnis et Chloé (Offenbach)
Pour les articles homonymes, voir Daphnis et Chloé.
Personnages
- Le dieu Pan
- Chloé
- Daphnis
- Calisto
- Xantippe
- Locoë
- Aricie
- Eriphyle
- Amalthée
- Niobé

Daphnis et Chloé est une opérette en un acte de Jacques Offenbach sur un livret de Clairville et Jules Cordier, créée le 27 mars 1860 aux Bouffes-Parisiens, salle Choiseul.

## Distribution de la création
| Rôle                | Typologie vocale | Création, le 27 mars 1860 (chef d'orchestre : Jacques Offenbach) |
| ------------------- | ---------------- | ---------------------------------------------------------------- |
| Le dieu Pan         | basse            | Désiré                                                           |
| Chloé, bergère      | soprano          | Collas                                                           |
| Daphnis, berger     | mezzo-soprano    | Juliette Beau                                                    |
| Callisto, bacchante | soprano          | Marie Cico                                                       |
| Xantippe, bacchante |                  | Marguerite Chabert                                               |
| Locoë, bacchante    |                  |                                                                  |
| Aricie, bacchante   |                  |                                                                  |
| Eriphyle, bacchante |                  |                                                                  |
| Amalthée, bacchante |                  |                                                                  |
| Niobé, bacchante    |                  |                                                                  |